# Trichiolaus
Trichiolaus is een geslacht van vlinders van de familie Lycaenidae.

## Soorten
- T. argentarius (Butler, 1879)
- T. mermeros (Mabille, 1878)